# Gomphotherium

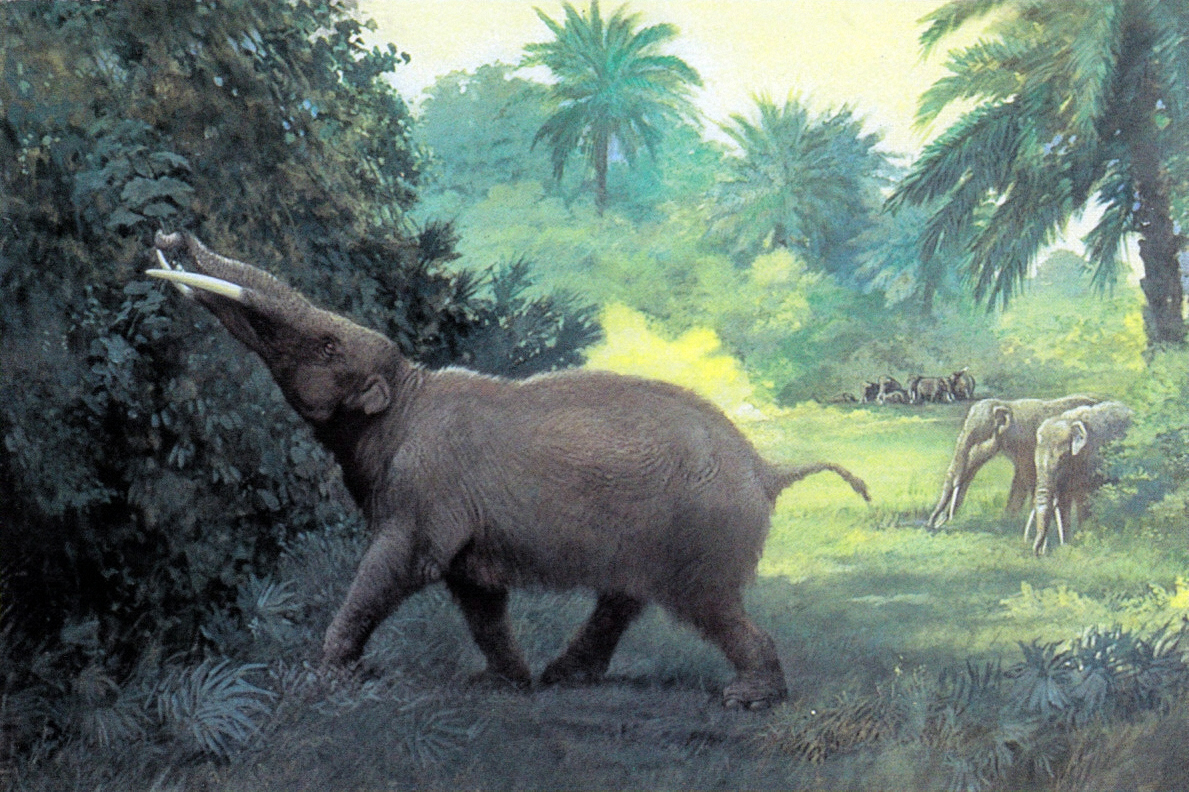
Rekonstrukcja wyglądu Gomphotherium

Gomphotherium (gr. γομφος gomphos „klin, kołek”; θηριον thērion „zwierzę, bestia”) – rodzaj wymarłych trąbowców żyjących od miocenu po plejstocen w Azji, Europie, Ameryce Północnej, w Ameryce Środkowej oraz w Afryce.
Miał parę ciosów zarówno w żuchwie, jak i w szczęce, te ostatnie były znacznie dłuższe od żuchwowych. Zęby trzonowe miały koronę o guzkowej powierzchni, liczba jarzm (poprzecznych do dłuższej osi korony grzbietów złożonych z guzków) na ostatnim zębie trzonowym (M3) wahała się między 3 a 5, co było typowe dla rodzaju. Spojenie obu gałęzi kości zębowej było mocno wydłużone. Miał krótką trąbę. Niektóre gatunki miały bardzo krótki ogon. Cechą synaptomorficzną rodzaju jest gruszkowaty lub prawie okrągły przekrój poprzeczny ciosów dolnych (żuchwy), a nie spłaszczony. Larramendi sugeruje, że trąbowce te miały futro, niektóre gatunki nawet długie i gęste, co umożliwiać im miało życie w klimacie chłodnym.
Do rodzaju zalicza się ponad 10 gatunków, przeważnie rozmiarów i wagi słonia indyjskiego, są jednak znacznie większe gatunki, np. G. steinheimense przekraczał 320 cm wysokości w kłębie i ważył 6,7 tony.
Kladogram wedle Shoshani, J. i Tassy, P. (2005) wykonany na bazie charakterystyki kości gnykowej różnych trąbowców.
|  | Stegodon zdanskyi                                                                         |
|  |                                                                                           |
|  | \| \| Loxodonta africana \| \| \| \| \| \| Elephas maximus, Mammuthus columbi \| \| \| \| |
|  |                                                                                           |
|  | Loxodonta africana                                                                        |
|  |                                                                                           |
|  | Elephas maximus, Mammuthus columbi                                                        |
|  |                                                                                           |

|  | Loxodonta africana                 |
|  |                                    |
|  | Elephas maximus, Mammuthus columbi |
|  |                                    |

|  | Stegodon zdanskyi                                                                         |
|  |                                                                                           |
|  | \| \| Loxodonta africana \| \| \| \| \| \| Elephas maximus, Mammuthus columbi \| \| \| \| |
|  |                                                                                           |
|  | Loxodonta africana                                                                        |
|  |                                                                                           |
|  | Elephas maximus, Mammuthus columbi                                                        |
|  |                                                                                           |

|  | Loxodonta africana                 |
|  |                                    |
|  | Elephas maximus, Mammuthus columbi |
|  |                                    |

## Gatunki
- G. angustidens (Europa)[12]
- G. osborni[9].
- G. productum (Ameryka Północna)[7]
- G. simplicidens (Ameryka Północna)[7]
- G. steinheimense (Europa)[9].